# L'Amour en cours
 (mai 2020).
L'Amour en cours (学園天国, Gakuen Tengoku) est un manga érotique (ecchi) de U-Jin en 8 tomes, publié en 2003 aux éditions Shūeisha au Japon et entre 2007 et 2013 en France aux éditions Tonkam.

## Synopsis
Makoto Oshino, fraîchement diplômé en biologie, se destine à une brillante carrière de professeur. Malheureusement pour lui, il se retrouve assigné comme professeur auxiliaire dans un campus de jeunes filles. Il retrouve sur place Aya son premier amour, avec qui il souhaitait passer sa vie. Makoto espère donc profiter de l'occasion de se rapprocher d'elle. Mais c'est sans compter Kyoko, la fille du recteur qui a flashé sur lui et va tout faire pour empêcher leur idylle de naître.